# Walter-Schall-Preis
Der Walter-Schall-Preis wird seit dem Jahr 1985 jährlich von der Gesellschaft für Naturkunde in Württemberg verliehen für selbständige wissenschaftliche Arbeiten einschließlich Dissertationen aus den Fachgebieten Botanik, Geologie, Geomorphologie, Geophysik, Meteorologie, Mikrobiologie, Naturschutz, Ökologie, Paläontologie und Zoologie. Diese Arbeiten haben neue, den südwestdeutschen Raum betreffende Forschungsergebnisse zum Inhalt. Die vergebenen Preise sollen auch der Förderung des wissenschaftlichen Nachwuchses dienen. Der Preis ist nach Obergeologierat a. D. Walter Schall benannt, der seit 1997 Ehrenmitglied der Gesellschaft für Naturkunde in Württemberg ist und die Preisgelder spendet.

## Vergabe des Preises
Eingereicht werden können selbstständige wissenschaftliche Arbeiten einschließlich Dissertationen aus den Fachgebieten der von der Gesellschaft für Naturkunde gepflegten Fachgebieten der Geo- und Biowissenschaften, deren Fertigstellung nicht länger als zwei Jahre zurückliegt. Nicht zugelassen sind Bachelor-, Master- und Diplomarbeiten sowie wissenschaftliche Zulassungsarbeiten, es sei denn, diese Arbeiten wurden umgearbeitet und erweitert.
In der Regel werden bis zu zwei Preise verliehen, wenn möglich aus unterschiedlichen Fachgebieten. Insgesamt steht jährlich ein Betrag von 3000 Euro zur Verfügung. Über die Höhe und Aufteilung der Preisgelder entscheidet der Vorstand der Gesellschaft unter Mitwirkung des Spenders. Seit 2001 werden die beiden Preise gleichwertig behandelt und dotiert, auch weil Arbeiten verschiedener Gebiete nur schwer vergleichbar sind. In den ersten Jahren waren manchmal bis zu vier Preise vergeben worden, bei einer Gesamtsumme von 6000 D-Mark, und die Preisgelder nach Rang gestuft. Die Höchstsumme für den ersten Preis betrug damals 3000 D-Mark, die Mindestsumme für einen Preis 1000 D-Mark.
In mehreren Jahren konnte nur ein Preis verliehen werden, weil nur eine der eingereichten Arbeiten die Vergabekriterien erfüllt hatte.
Hin und wieder werden zusätzlich und begleitend zum Walter-Schall-Preis Sonderpreise verliehen als Anerkennung für weitere vielversprechende Arbeiten oder Aktivitäten (Auswahl):
- 1986 Gottfried May-Stürmer und Ralph Haberbosch (Heilbronn) für ihre Arbeit zur Ökologie der Mauereidechse an Weinbergmauern aus Schilfsandstein.[8]
- 1992 Kai Torsten Kanz (Stuttgart): Von Köstlin bis Kielmeyer: die Naturgeschichte an der Hohen Karlsschule in Stuttgart (1772–1794).[9]
- 2003 Wolfgang Dornberger: Biologie der Goldammer Emberiza citrinella citrinella L. in Hohenlohe-Franken.[10]
- 2018 Jürgen Trautner (Hrsg.) für sein zweibändiges Werk: Die Laufkäfer Baden-Württembergs.[11]

Die Verleihung der Preise erfolgt bei der Hauptversammlung der Gesellschaft im Herbst des jeweiligen Jahres in Stuttgart. Preisgekrönte Arbeiten sollen in Kurzform in den Jahresheften der Gesellschaft veröffentlicht werden.

## Preisträger und ihre Veröffentlichungen
Quellen:

### Von 1985 bis 1990

#### 1985
- Thomas Aigner (Tübingen): Storm-depositional systems – Dynamic stratigraphy in modern and ancient shallow-marine sequences. (Die Arbeit erbrachte wichtige Ergebnisse zur Entstehung des Hauptmuschelkalks in SW-Deutschland). (Erster Preis).
- Dietmar Quist (Heidelberg): Zur Bodenerosion im Zuckerrübenanbau des Kraichgaus. – Ein Vergleich ausgewählter nicht flurbereinigter und flurbereinigter Gebiete. (Zweiter Preis).
- Werner Konold (Universität Hohenheim): Zur Ökologie kleiner Fließgewässer – Verschiedene Ausbauarten und ihre Bewertung. (Dritter Preis).

#### 1986
- Bruno Werner Bertleff (Freiburg): Das Strömungssystem der Grundwässer im Malm-Karst des West-Teils des süddeutschen Molassebeckens. (Erster Preis).
- Reinhold Riek (Aichtal): Die Geologie der Bundesstraße 27 von Stuttgart-Degerloch bis zur Anschlussstelle Walddorfhäslach. (Zweiter Preis).
- Joachim Kuhn (Blaubeuren): Eine Population der Erdkröte (Bufo bufo L.) auf der Ulmer Alb: Wanderungen, Straßentod und Überlebensaussichten 1981. (Dritter Preis).

#### 1987
Es wurden zwei erste Preise und ein dritter Preis vergeben.
- Ursula Maier (Stuttgart): Moorstratigraphische und palaeoethnobotanische Untersuchungen an dem jungsteinzeitlichen Siedlungsplatz Ödenahlen im nördlichen Federseeried.
- Harald Buck (Stuttgart) und Eberhard Konzelmann (Ludwigsburg): Vergleichende koleopterologische Untersuchungen zur Differenzierung edaphischer Biotope.
- Matthias Franz (Stuttgart): Vergleichende Ökologie und Fazies der Oolithhorizonte im Bajocium Südwestdeutschlands. (Dritter Preis).

#### 1988
- Eckhart Villinger (Freiburg): Untersuchungen zur Flußgeschichte von Aare-Donau/Alpenrhein und zur Entwicklung des Malm-Karst in Südwestdeutschland. (Erster Preis).
- Otto Hahn (Bopfingen): Untersuchungen zur Ökologie und Physiologie des Igels. (Zweiter Preis)

#### 1989
- Bernd J. Seitz (Freiburg): Zur Koinzidenz von Vegetationskomplexen und Vogelgemeinschaften im Kulturland – Untersuchungen im südwestdeutschen Hügelland. (Erster Preis).
- Uta Kahnt (Stuttgart-Hohenheim): Untersuchung der Verbreitung submerser Makrophyten in den Fließgewässern Lohne, Hürbe und Brenz im Osten der Schwäbischen Alb unter Berücksichtigung verschiedener Standortfaktoren. (Zweiter Preis).

#### 1990
Es wurden zwei zweite Preise vergeben.
- Wulf Gatter (Oberlenningen) & Ulrich Schmid (Stuttgart): Wanderung der Schwebfliegen (Diptera, Syrphidae) am Randecker Maar.
- Peter Poschlod (Stuttgart-Hohenheim): Vegetationsentwicklung in abgetorften Hochmooren des bayrischen Alpenvorlandes unter besonderer Berücksichtigung standortkundlicher und populationsbiologischer Faktoren.

### Von 1991 bis 2000

#### 1991
Es wurden zwei zweite und zwei dritte Preise vergeben.
- Ursula Lauxmann (Stuttgart): Revision der oberjurassischen Korallen.
- Albrecht Gorthner (Tübingen): Bau, Funktion und Evolution komplexer Gastropodenschalen in Langzeit-Seen.
- Hans Smettan (Stuttgart): Naturwissenschaftliche Untersuchungen in der Neckarschlinge bei Lauffen am Neckar.
- Karl-Heinz Häberle (Freising): Mikrobielle Aktivität und Stickstoffumsetzungen in Oberböden von Kalk-Magerrasen des westlichen Schwäbisch-Fränkischen Keuperberglandes.

#### 1992
- Günter Schweigert (Universität Stuttgart): Die untermiozäne Flora (Karpatium, MN5) des Süßwasserkalks von Engelswies bei Meßkirch (Baden-Württemberg). (Erster Preis).
- Horst Janz (Tübingen): Die miozänen Süßwasserostrakoden des Steinheimer Beckens (Schwäbische Alb, Süddeutschland). (Zweiter Preis)
- Michael Bilo (Hohenheim): Untersuchungen zum Transfer des durch den Reaktorunfall von Tschernobyl abgelagerten Radiocäsiums vom Boden in die Pflanze. (Dritter Preis)

#### 1993
- Jürgen Böhmer (Hohenheim): Limnologisch-toxikologische Untersuchungen zum Säurezustand stehender Gewässer im Nordschwarzwald unter besonderer Berücksichtigung der Amphibien. (Erster Preis).
- Ein zweiter Preis wurde nicht vergeben.
- Andreas Hoydem (Stuttgart): Die Tektonik der Schwäbischen Alb zwischen Jusi und Randecker Maar. (Dritter Preis).

#### 1994
Der erste Preis wurde zweimal vergeben, es verblieb ein dritter Preis.
- Renate Riedinger (Tübingen): Boden- und Vegetationsveränderungen in den letzten 60 Jahren an ausgewählten Standorten im Staatswald Güglingen (Stromberg).
- Christoph Koban (Stuttgart): Faziesanalyse und Genese der quartären Sauerwasserkalke von Stuttgart.
- Hans-Peter Stika (Hohenheim): Beiträge zur Landwirtschaft, Ernährung und Umwelt in den römischen Provinzen Obergermanien und Rätien aufgrund botanischer Untersuchungen von Makroresten aus archäologischen Ausgrabungen. (Dritter Preis).

#### 1995
- Christian Storm (Freiburg): Vegetations- und Standortsgefüge fichtenreicher Waldgesellschaften im südöstlichen Mittleren Schwarzwald – Eine Analyse mit multivariaten statistischen Verfahren unter Berücksichtigung immissionsökologischer Aspekte. (Erster Preis).
- Ralph Watzel (Freiburg): Stofftransportmodellierung im Grundwasser des Argendeltas unter Verwendung des Umweltisotops Tritium. (Zweiter Preis).
- Johannes Kollmann (Freiburg): Untersuchungen zur Ausbreitungsökologie endozoochorer Gehölzarten bei der Gebüschentwicklung in Grünlandbrachen. (Dritter Preis).

#### 1996
- Martin Brodbeck (Stuttgart): Geologie und Hydrogeologie des Blattes 7127 Westhausen (Ostalbkreis). (Erster Preis).
- Es wurden zwei zweite Preise vergeben.
  - Norbert Billen (Hohenheim): Standortabhängigkeit der Bodenveränderungen durch Brachlegung (Flächenstilllegung) von Äckern in Südwestdeutschland.
  - Detlef Bloch (Tübingen): Untersuchungen zur Vegetation und Entwicklungsgeschichte des Gründlenrieds (Landkreis Ravensburg).
- Joachim Holstein (Ulm): Die Spinnen- und Käferzönosen zweier Streuobstwiesen in Oberschwaben. (Dritter Preis).

#### 1997
- Dieter Seegis (Stuttgart): Die Lehrbergschichten im mittleren Keuper von Süddeutschland. (Erster Preis).[15][16]
- Rainer Schoch (Tübingen): A new Capitosaur Amphibian from the Upper Lettenkeuper (Triassic: Ladinian) of Kupferzell (Southern Germany). (Zweiter Preis).
- Es wurden zwei dritte Preise vergeben.
  - Birgit Terhorst (Tübingen): Formenschatz und Ursachenkomplexe von Massenverlagerungen an der schwäbischen Juraschichtstufe unter besonderer Berücksichtigung von Boden- und Deckschichtenentwicklung.
  - Carsten Reinhold (Berlin): Prozesse, Steuerung und Produkte komplexer Diagenese-Sequenzen in süddeutschen Malm-Karbonaten.

#### 1998
- Elmar Buchner (Stuttgart): Die süddeutsche Brackwassermolasse in der Graupensandrinne und ihre Beziehung zum Ries-Impakt. Ausdrücklich in die Preisverleihung aufgenommen sind seine weiteren Untersuchungen auf diesem Gebiet. (Erster Preis).
- Claudia Görke (Tübingen): Mykozönosen von Wurzel und Stamm von Jungbäumen unter unterschiedlichen Bestandsbegründungen. (Zweiter Preis).
- Jens Hornung (Tübingen): Dynamische Stratigraphie, Reservoir- und Aquifer-Sedimentologie einer alluvialen Ebene: der Stubensandstein in Baden-Württemberg (Obere Trias, Mittlerer Keuper). (Dritter Preis).

#### 1999
- Beate Alberternst (Frankfurt am Main.): Zur Biologie, Ökologie, Verbreitung und Kontrolle von Reynoutria-Sippen in Baden-Württemberg. (Erster Preis).
- Es wurden zwei zweite Preise vergeben.
  - Volker Sach (Stuttgart): Litho- und biostratigraphische Untersuchungen in der Oberen Süßwassermolasse des Landkreises Biberach a. d. Riß (Oberschwaben).
  - Markus Schauer (Blaustein): Dynamische Stratigraphie, Diagenese und Rohstoffpotential des Oberjura (Kimmeridgien 1-5) der mittleren Schwäbischen Alb.

#### 2000
- Peter Kallis (Hohenheim): Tertiäre Bodenbildung am nördlichen Rand des südwestdeutschen Molassebeckens (Schwäbische Ostalb). (Erster Preis).
- Es wurden zwei zweite Preise vergeben.
  - Jörg Spelda (Ulm): Verbreitungsmuster und Taxonomie der Chilopoda und Diplopoda Südwestdeutschlands. Diskriminanzanalytische Verfahren zur Trennung von Arten und Unterarten am Beispiel der Gattung Rhymogona Cook, 1896.
  - Fritz Swoboda (Karlsruhe): Aquifersysteme im Gipskeuper und Schilfsandstein am südwestlichen Stromberg, untersucht beim Bau des Freudensteintunnels (DB-Neubaustrecke Mannheim-Stuttgart, Baden-Württemberg).

### Von 2001 bis 2010

#### 2001
- Volker Dietze (Riesbürg): Feinstratigraphie und Ammonitenfauna der Acris-Subzone (Parkinsoni-Zone, Ober-Bajocium, Mittlerer Jura) am Ipf (östliche Schwäbische Alb, Süddeutschland).
- Johannes Reibnitz (Tamm): Verbreitung und Lebensräume der Baumschwammfresser Südwestdeutschlands (Coleoptera: Cisidae).

#### 2002
- Thomas Pawellek (Tübingen/Hamburg): Fazies, Sequenz- und Gamma-Ray-Analyse im höheren Malm der Schwäbischen Alb (SW-Deutschland) mit Bemerkungen zur Rohstoffgeologie (hochreine Kalke).
- Martin Schmid (Stuttgart/Hamburg): Morphologie, Vergesellschaftung, Ökologie, Verbreitung und Gefährdung der Sumpf-Löwenzähne (Taraxacum sect. Palustria Dahlstr.; Asteraceae) Süddeutschlands (Bayern, Baden-Württemberg, Rheinland-Pfalz und Saarland).

#### 2003
- Hildegard Westphal & Axel Munnecke (Erlangen-Nürnberg): Quantification of fluctuating shallow water influence recorded in bundles of limestone-marl alternations; the Upper Jurassic of SW-Germany. (Schwankende Umweltbedingungen des südwestdeutschen Oberjura dokumentiert in Kalk-Mergel-Wechselfolgen).
- Ralf Laternser (Stuttgart): Oberjurassische Korallenriffe von Nordostfrankreich (Lothringen) und Südwestdeutschland.

#### 2004
- Matthias Schlee (Tübingen): Studien zur jüngeren Vegetationsentwicklung der „Beurener Heide“ bei Hechingen und pflanzenphysiologischen und molekular-biologischen Untersuchungen zu Reliktarten Süddeutschlands.
- Oliver Christoph Schwarz (Stuttgart): Beiträge zur Biologie, Chorologie, Ökologie und Taxonomie der neophytischen Melde Atriplex micrantha und verwandter Arten.

#### 2005
- Michael Schlirf (Würzburg): Revision and description of Keuper (Middle Ladinian to Rhaetian) invertebrate trace fossils from the southern part of the Germanic Basin and studies of related material.
- Günter Schmid (Waldbronn-Busenbach): In Baden-Württemberg eingeschleppte oder ausgesetzte Mollusken.

#### 2006
- Ulrich Bieg (Darmstadt): Palaeooceanographic modeling in global and regional scale: an example from the Burdigalian seaway Upper Marine Molasse (Early Miocene).
- Thomas Brune (Stuttgart): Morphologische, mikromorphologische und molekulargenetische Untersuchungen zur Differenzierung von Schachtelhalm Spezies und -Hybriden.

#### 2007
- Boris Kostic (Tübingen, jetzt Winceby, UK): Sedimentary architecture and 3D groundpenetrating radar analysis of gravelly meandering river deposits (Neckar Valley, SW Germany). Sedimentäre Architektur und 3-D-Georadaranalysen von kiesigen mäandrierenden Flussablagerungen (Neckartal, SW Deutschland).
- Michael Stöffler (Hohenheim): Beiträge zum Vorkommen und zur Biologie myrmecophiler Kurzflügler der Gattung Zyras (Coleoptera: Staphylinidae) in Baden-Württemberg unter besonderer Berücksichtigung von chemischer Verteidigung und Mimikry.[17]

#### 2008
- Denis Palermo (Tübingen): Der Obere Muschelkalk im Hohenloher Raum als Aufschluss-Analogbeispiel zu den Erdölspeichergesteinen des Mittleren Ostens.
- Roland Steiner (Filderstadt): Ökologie einer aussterbenden Population des Segelfalters Iphiclides podalirius.

#### 2009
- Hannah Burger (Ulm): Wirtspflanzenerkennung der spezialisierten Mauerbiene Osmia aduna.

#### 2010
- Friederike Woog (Staatliches Museum für Naturkunde Stuttgart): Ökologie und Verhalten einer expandierenden Graugans-Population (Anser anser) im mittleren Neckartal.
- Werner K. Mayer (Naturkundeverein Schwäbisch Gmünd): Der Unterjura in der Umgebung von Schwäbisch Gmünd.

### Von 2011 bis 2020

#### 2011
- Annette Strasser (Landesamt für Geologie, Rohstoffe und Bergbau Baden-Württemberg): Rekonstruktion ehemaliger danubischer Landschaften und rheinische Abtragung im Zeitraum von einer Million Jahren – eine Modellierung und Berechnung am Beispiel von zwei süddeutschen Flusssystemen.

#### 2012
- Werner Michel (Pappenheim): Numerische Modellierung der Interaktionen zwischen Oberflächengewässern und dem Grundwasser mit Hilfe von geohydraulischen, isotopenhydrologischen und hydrochemischen Untersuchungen.
- Jörg A. Pfeiffer: Belastung des Bodensees mit organischen Spurenstoffen – Bestimmung von polychlorierten Biphenylen und polybromierten Diphenylethern in Sedimenten, Muscheln und Fischen.

#### 2013
- Reinhold Schaal: Waldzustände als Spiegel gesellschaftlicher Ansprüche – Die Entwicklung von Wäldern auf der Schwäbischen Alb und im nördlichen Oberschwaben seit dem 16. Jahrhundert.
- Micha Herdtfelder (Freiburg): Natur- und sozialwissenschaftliche Analysen anthropogen bedingter Mortalitätsfaktoren und deren Einfluss auf die Überlebenswahrscheinlichkeit des Luchses (Lynx lynx).[18]

#### 2014
In diesem Jahr wurde der Preis an ein Autorenkollektiv des Staatlichen Museums für Naturkunde in Stuttgart vergeben.
- Michael W. Rasser, Günter Bechly, Ronald Böttcher, Martin Ebner, Elmar P. J. Heizmann, Olaf Höltke, Christoph Joachim, Andreas K. Kern, Johanna Kovar-Eder, James H. Nebelsick, Anita Roth-Nebelsick, Rainer R. Schoch, Günter Schweigert & Reinhard Ziegler: The Randeck Maar: Palaeoenvironment and habitat differentiation of a Miocene lacustrine system. (Die Arbeit befasst sich mit dem miozänen Lebensraum des Randecker Maars und Umgebung.)

#### 2015
- Christian König (Stuttgart): Identifikation von Sexualhormonen innerhalb des Artenkomplexes der Schnellkäfergattung Idolus und der Verwendung der Sexualpheromone als taxonomisches Merkmal.[17]

#### 2016
- Elena Beckenbach (Landesamt für Geologie, Rohstoffe und Bergbau Baden-Württemberg): Geologische Interpretation des hochauflösenden digitalen Geländemodells von Baden-Württemberg.

#### 2017
- Alexander Petrovic (Universität Bremen): Complexity of Carbonate Ramp Reservoirs: Regional Sedimentological Evaluation and Modeling of a Coquina Shoal Outcrop Analog (Upper Muschelkalk, Triassic, SW Germany). (Dabei geht es um die Erforschung poröser Oberflächen-Gesteine im Hinblick auf ihre Reservoir-Eigenschaften, z. B. für Kohlenwasserstoffe).[19]

#### 2018
- Philipp Unterweger (Universität Tübingen): Naturschutz in der Stadt: Tierökologische und naturästhetische Untersuchungen auf naturnahen öffentlichen Grünflächen im Stadtgebiet Tübingens.[20]
- Matthias Warnecke (Universität Tübingen): Carbonate Concepts: Reservoir Patterns of the Upper Muschelkalk in the Southern Germanic Basin.[20]

#### 2019
- Ralph O. Schill (Universität Stuttgart): Für die Herausgabe und Mitarbeit an dem Werk: Entdeckung und Vorkommen von Tardigraden (Bärentierchen) in Baden-Württemberg. (Water Bears: The Biology of Tardigrades).[21]

#### 2020
- Daniel Gilbert Bartsch (Staatliches Museum für Naturkunde Stuttgart): Die Schmetterlinge des NSG Leudelsbachtal bei Markgröningen und des darin gelegenen Grundstücks des Entomologischen Vereins Stuttgart – 91 Jahre Feldforschung.

### Von 2021 bis 2030

#### 2021
- Andrea Frauenknecht: CH4, N2O, und CO2 Emissions from restored and drained fens at the Swabian Danube floodplain (Donauried) in Southwest Germany.

#### 2022
- Rainer Loose: Gustav Schübler (1787–1834). Professor für Naturgeschichte und Botanik in Tübingen.

#### 2023
- Steffen Helbich: Mikrobiologischer Abbau verzweigter Aliphaten am Beispiel Methylpropen.[22][23]
- Martina Kiel: Der biologische Abbau von Benzoesäure: Identifikation eines neuartigen Abbauweges über cis-2,3-Dihydroxy-2,3-dihydrobenzoat.[22][24]

#### 2024
- Oliver A. Kern: Klima- und Umweltveränderungen in Zentraleuropa während der letzten 130 000 Jahre überliefert im Füramooser Ried, Oberschwaben.
- Ingmar Werneburg: Biomechanische Grundlagen der Schläfenevolution bei Landwirbeltieren.